# Malin Petersen
Sara Malin Petersen (Alva, 31 de enero de 1981) es una jinete sueca que compite en la modalidad de concurso completo.
Ganó una medalla de bronce en el Campeonato Europeo de Concurso Completo de 2021, en la prueba por equipos. Participó en los Juegos Olímpicos de Londres 2012, ocupando el cuarto lugar en la prueba por equipos.

## Palmarés internacional
| Campeonato Europeo | Campeonato Europeo | Campeonato Europeo | Campeonato Europeo |
| Año                | Lugar              | Medalla            | Categoría          |
| ------------------ | ------------------ | ------------------ | ------------------ |
| 2021               | Avenches (Suiza)   | Medalla de bronce  | Por equipos        |